# Jjimjilbang

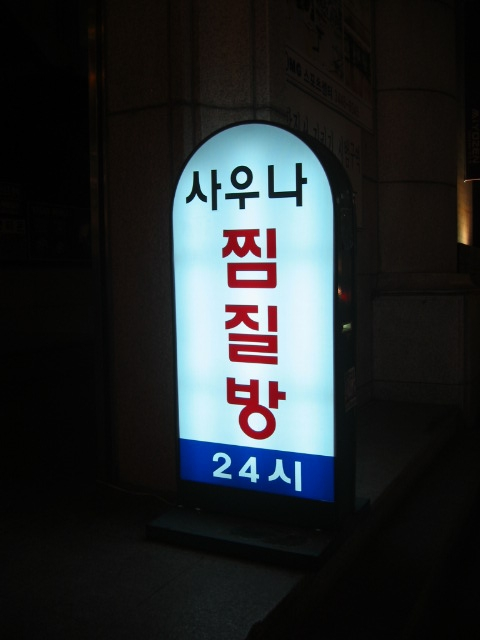
Jjimjilbang-teken in Apgujeong, Seoul.

Jjimjilbang (Koreaans: 찜질방) zijn grootschalige publieke badhuizen in Zuid-Korea. Er zijn aparte wasruimtes (mokyoktang) voor mannen en vrouwen en er is een gezamenlijke ruimte waar men zich, gekleed in katoenen shirt en korte broek, kan ontspannen. In de badruimtes vindt men hete en warme baden, douches, Finse stijl-sauna's, stoomcabines en een kleedruimte. In de gezamenlijke ruimte bevinden zich vaak warmtekamers, een ijskamer, een restaurant, pc's, tv's en een ruimte met een verwarmde vloer waar men kan relaxen. Ook zijn er vaak gescheiden slaapruimtes.
De toegangsprijs is relatief laag en men kan gratis gebruikmaken van zeep, handdoeken en soms ook van de aanwezige faciliteiten. Voor de beschikbare snacks moet betaald worden. Ook worden vaak zaken als massages, schoonheidsbehandelingen en toiletartikelen als tandenborstels vaak tegen betaling aangeboden.
De meeste jjimjilbang zijn 24 uur per dag open en 7 dagen per week. In het weekend zijn ze een populaire bestemming voor Koreaanse gezinnen om te relaxen. De slaapruimtes worden vaak gebruikt wanneer men na het stappen niet meer in staat is om te rijden en een motel te duur is.